# Robert Getty

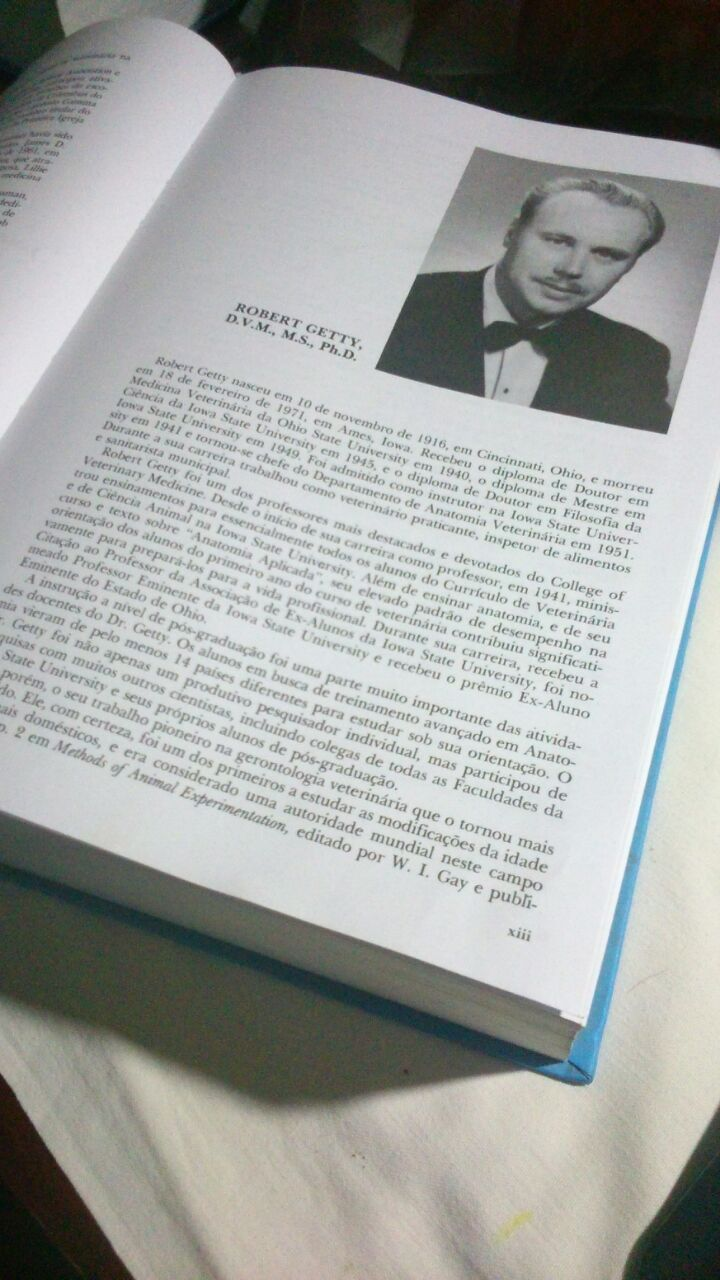

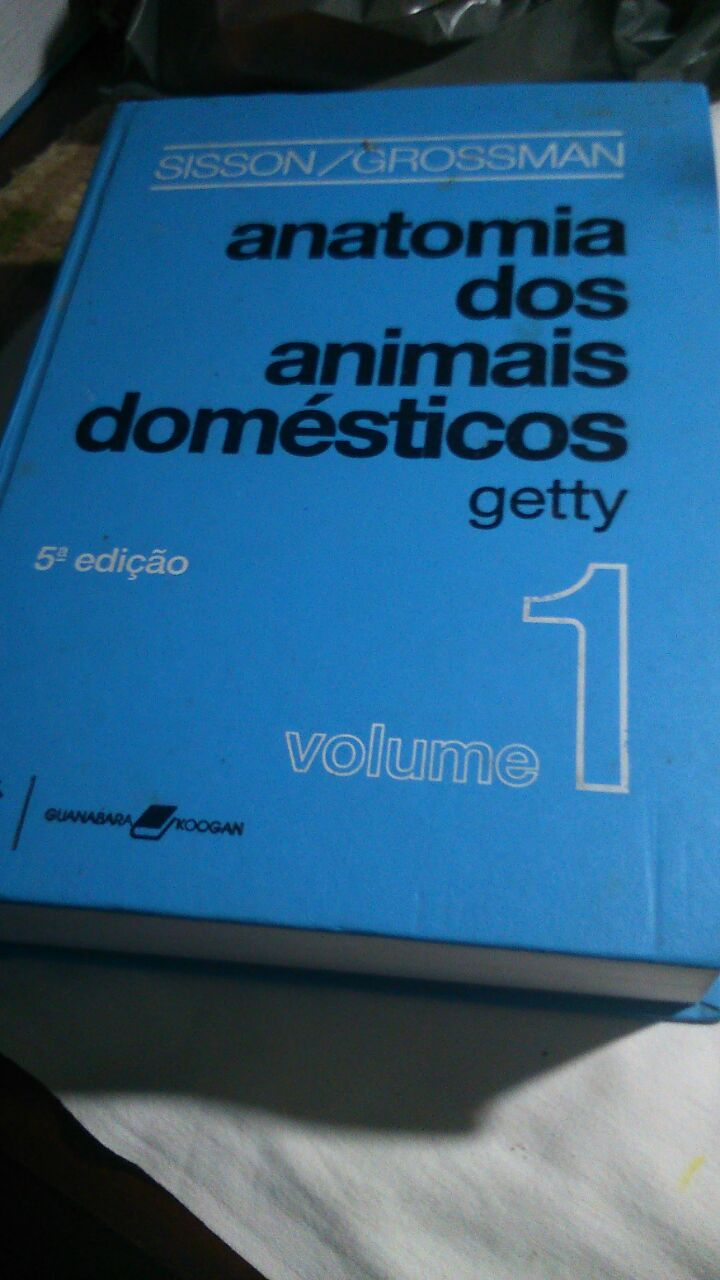
Livro SISSON: Anatomia dos Animais Domésticos

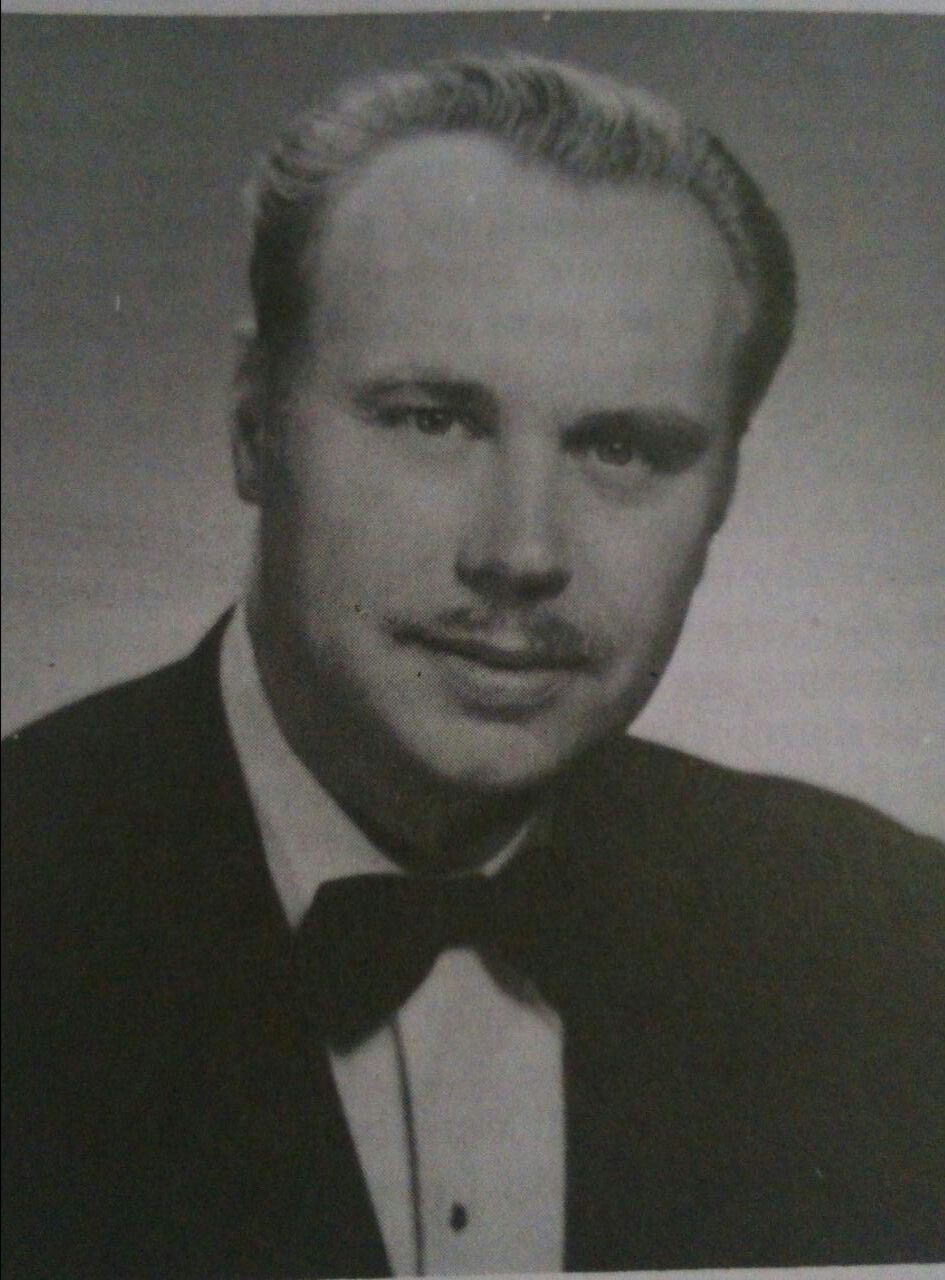
Robert Getty D.V.M., M.S., Ph.D.

Robert Guett nasceu em 10 de novembro de 1916, na cidade de Cincinnati estado americano de Ohio. Doutor em Medicina Veterinária formado na Ohio State University em 1940, recebeu também diploma de Mestre em Ciência da Iowa State University em 1945 e também o diploma de Doutor em Filosofia da Iowa State University em 1949. Começou como instrutor na Iowa State University em 1941 e tornou-se chefe do Departamento de Anatomia Veterinária em 1951. Durante sua carreira Getty trabalho como Médico Veterinário praticante, inspetor de alimentos e sanitarista municipal.
O Dr. Robert Getty foi um dos professores mais destacados e devotados do College of Veterinary Medicine. Além de ensinar anatomia, seu elevado padrão de desempenho na orientação dos alunos do primeiro ano do curso de Medicina veterinária contribuiu significativamente para prepara-los para a vida profissional, e assim Getty recebeu a Citação ao Professor da Associação de Ex-Alunos da Iowa State University, foi nomeado Professor Eminente da Iowa State University e recebeu o prêmio Ex-Aluno Eminente do Estado de Ohio. 
Robert Getty morreu em 18 de fevereiro de 1971, em Ames, Iowa.